# Gyna scheitzae
Gyna scheitzae es una especie de cucaracha del género Gyna, familia Blaberidae.

## Distribución
Esta especie se encuentra en República Democrática del Congo.